# Afalangia
La afalangia es una enfermedad rara congénita caracterizada por la ausencia de las falanges en uno o más dedos. Es un tipo de ectrodactilia. Puede ser un síntoma del síndrome de Yunis-Varon.